# Arctosa intricaria
Arctosa intricaria là một loài nhện trong họ Lycosidae.
Loài này thuộc chi Arctosa. Arctosa intricaria được Carl Ludwig Koch miêu tả năm 1847.